# おんぶおばけ
『おんぶおばけ』は、横山隆一原作のアニメ作品。短編アニメーション映画版とテレビアニメ版の2種類がある。テレビアニメ版の正式なタイトルは『隆一まんが劇場 おんぶおばけ』。

## 短編映画『おんぶおばけ』
1955年におとぎプロが制作。16ミリフィルム･カラー サイレント 23分。
2018年2月4･21日に東京国立近代美術館フィルムセンター(現･国立映画アーカイブ)の上映企画「発掘された映画たち2018」で上映された。

## テレビアニメ『隆一まんが劇場 おんぶおばけ』
1972年10月7日から1973年9月29日まで日本テレビ系列局で放送。よみうりテレビとTCJ動画センターの共同製作。全52話。放送時間は毎週土曜 19:00 - 19:30 （日本標準時）。

### 概要
昔ある村にいた「おんぶおばけ」というかわいらしいおばけをめぐる物語で、毎回一話完結形式で放送されていた。おんぶおばけはヒスイから生まれ、鍛冶屋をしているやさしいおじいや村娘のおじょうと一緒に楽しい日々を過ごす。おんぶおばけと村人との関わりの中で、日本の昔話が紹介されていく。最終回では、おんぶは崩れそうな大岩を一晩中一人で支えて村の危機を救った後、力を使い果たして再びヒスイに戻った。
昭和48年（1973年）児童福祉文化賞奨励賞受賞作。
継続中は、小学館の学習雑誌「幼稚園」・「小学一年生」・「小学二年生」に、当時小学館から発売されていた幼児雑誌「幼児の知能絵本」と「よいこ」に連載された。

### 登場人物
おんぶおばけ（クレジット上では「おんぶー」と表記）
声 - 栗葉子
山のヒスイから生まれたヒスイの精。基本的に常に裸で、緑色の短い尻尾がある。平泳ぎの形で（本編中はカエル泳ぎと呼称）空を泳ぐように飛行することができ、急ぐときには人が走る程度の速度で飛んで移動する。また、「おんぶー！」と叫んで相手の背中にしがみつき、子泣き爺のように攻撃することも可能。本編では第1話の最初からおじいのもとで暮らし他の村人とも馴染んでおり、その出生などはオープニングの後半に描かれている。
おじい（クレジット上では「おじー」と表記）
声 - 永井一郎
山中でおんぶを拾った鍛冶屋の老人で、他に家族は居ない。謎が多い人物で、普段は優しいが、怒ると怖い一面もある。生き物を殺す道具は絶対に作らないとの信念を持ち、事実、侍から刀を打つことを依頼された時にはそれを断っている。ただし、刀や鉄砲を作る技術は持っており、村に化け猫が現れ、村人に犠牲者が出た時には、ひげじいが入手した古道具の鉄砲を一目見ただけで、狂いがあって弾が真っ直ぐに飛ばないことを見抜き、「今回は特別だ」と修理してみせた。また、悪い野武士が村を襲った時には鍛冶道具の小さな玄翁一本で一撃で刀をへし折ってみせ、「鍛冶屋のワシが、刀の弱点を知らぬとでも思ったか!」と一喝している。
ひげじい（クレジット上では「ヒゲジー」と表記）
声 - 北山年夫
おじい宅の隣に住む、長い鼻髭のある老人。職業は炭焼き。その技術は一流で、おじいの鍛冶仕事の炭は彼から入手している。後に合流する娘夫婦の娘（本人には孫娘）のおじょうと一緒に暮らしている。偏屈で怒りっぽく、溺愛するおじょうがお化けのおんぶと仲良くすることをあまり快く思っていない。根は善人だが欲張りなところもあり、しばしば村で騒動の原因になる。
おじょう（クレジットでは「オジョー」と表記）
声 - 山本嘉子
おんぶのガールフレンド。おてんばでおしゃれ好きな少女。ひげじいの孫娘であり、両親がある理由で家を出たため、ひげじいの娘として育てられた。
カン
声 - 白石冬美
ゴン
声 - 北川知絵
きぬ
声 - 池田昌子
六さん
声 - 大塚周夫
はな
声 - 前田敏子
三休
声 - 北村弘一
珍念
声 - 東美江
佐吉
声 - 野田圭一
おしず
声 - 小谷野美智子
留吉
声 - 北川国彦
さゆり
声 - 山本圭子
特別出演
声 - 大村崑（第3話）、財津一郎（第12話）

### スタッフ
- 原作・監修 - 横山隆一
- 原作協力 - おとぎプロ
- 民話指導 - 稲田浩二
- 制作担当 - 小室常夫
- 制作主任 - 小林征史郎
- プロデューサー - 池頭俊孝（よみうりテレビ）、堀越唯義（TCJ動画センター）
- チーフディレクター - 渡辺はじめ[注釈 3]
- 美術 - 太田宏、久保陽彦、加藤嘉明 ほか
- 撮影 - 飯塚進、和田茂、尾崎千伍 ほか
- 音楽 - 若月明人
- 録音演出 - 岡本知（グロービジョン）
- 音響効果 - 柏原満
- 録音調整 - 島津勝利
- 編集 - 矢吹敏明、山田静男
- 現像 - 東洋現像所
- 作画監督 - 小林勝利、角田利隆、金子勲、山岸弘
- アートディレクター - 小野辰雄、大隈敏弘
- テクニカルディレクター - 高橋康治
- 制作協力 - クロッカスプロ、代々木スタジオ、アカネプロ、福田新、谷功夫、海老沢幸男、森安男、渡辺邦夫、藤田茂、山内善英、柳田朝彦、池羽厚生、高島鉄也、酒井明雄 ほか
- 企画・制作 - よみうりテレビ、TCJ動画センター[注釈 1]

### 主題歌
レコードはキングレコードから発売。
オープニング・エンディングとも映像は3バージョンあり、後年の再放送（主にテレビ東京）では全て使用されたが、後述のビデオソフトでは第3バージョンに統一することが多い。
オープニングテーマ「おんぶおばけの歌」
作詞 - 横山隆一 / 作曲 - 三保敬太郎 / 歌 - 前川陽子
第2バージョンから間奏部のナレーション（おんぶおばけの誕生とおじいとの出会い）が変更、また第3バージョンから歌詞テロップが廃止され、それまで間奏部以降に集中していたスタッフクレジットが、映像全てにクレジットされる様になった（「児童福祉文化賞奨励賞」のクレジットは映像冒頭へ）。
エンディングテーマ「おんぶはネ」
作詞 - 亀崎経史・TCJ動画 / 作曲 - 三保敬太郎 / 歌 - 葉村エツコ

### 各話リスト
| 回 | 放送日         | サブタイトル         | 脚本     | 演出       |
| -- | -------------- | -------------------- | -------- | ---------- |
| 1  | 1972年 10月7日 | 桃太郎はどこにいる   | 雪室俊一 | 岡田宇啓   |
| 2  | 10月14日       | ぶんぶく茶釜         | 城山昇   | 鳥居伸之   |
| 3  | 10月21日       | おはなし泥棒         | 城山昇   | 鳥居伸之   |
| 4  | 10月28日       | かちかち山           | 辻真先   | 高垣幸蔵   |
| 5  | 11月4日        | 小鹿と山姥           | 城山昇   | 岡田宇啓   |
| 6  | 11月11日       | 消えた笠地蔵         | 雪室俊一 | 渡辺はじめ |
| 7  | 11月18日       | おやおやこうこう     | 雪室俊一 | 渡辺はじめ |
| 8  | 11月25日       | 一寸法師のおじさんは | 広山明志 | 村山徹     |
| 9  | 12月2日        | カッパのカメ         | 城山昇   | 鳥居伸之   |
| 10 | 12月9日        | 赤い鳥合戦           | 辻真先   | 高垣幸蔵   |
| 11 | 12月16日       | 空をとびたい         | 広山明志 | 渡辺はじめ |
| 12 | 12月23日       | びんぼう神           | 城山昇   | 村山徹     |
| 13 | 12月30日       | 青鬼物語             | 雪室俊一 | 鳥居伸之   |
| 14 | 1973年 1月6日  | アヤニシキの秘密     | 雪室俊一 | 岡田宇啓   |
| 15 | 1月13日        | 寝太郎とうちゃん     | 雪室俊一 | 岡田宇啓   |
| 16 | 1月20日        | すずめのつづら       | 雪室俊一 | 渡辺はじめ |
| 17 | 1月27日        | 鬼の下駄             | 広山明志 | 村山徹     |
| 18 | 2月3日         | 雪おんな             | 辻真先   | 岡田宇啓   |
| 19 | 2月10日        | 玉手箱のけむり       | 雪室俊一 | 村山徹     |
| 20 | 2月17日        | ねずみのすもう       | 雪室俊一 | 渡辺はじめ |
| 21 | 2月24日        | 天狗のかくれみの     | 城山昇   | 鳥居伸之   |
| 22 | 3月3日         | うぐいすの里         | 辻真先   | 村山徹     |
| 23 | 3月10日        | みなとのくい         | 城山昇   | 岡田宇啓   |
| 24 | 3月17日        | おむすびコロリン     | 雪室俊一 | 高垣幸蔵   |
| 25 | 3月24日        | おやすて山           | 雪室俊一 | 渡辺はじめ |
| 26 | 3月31日        | ききみみずきん       | 雪室俊一 | 鳥居伸之   |
| 27 | 4月7日         | 花むこくらべ         | 辻真先   | 鳥居伸之   |
| 28 | 4月14日        | ホラくらべ           | 城山昇   | 岡田宇啓   |
| 29 | 4月21日        | さるかに合戦         | 雪室俊一 | 岡田宇啓   |
| 30 | 4月28日        | 炭焼き長者           | 雪室俊一 | 村山徹     |
| 31 | 5月5日         | 力太郎               | 雪室俊一 | 高垣幸蔵   |
| 32 | 5月12日        | かしきの長者         | 城山昇   | 岡田宇啓   |
| 33 | 5月19日        | さる神退治           | 雪室俊一 | 村山徹     |
| 34 | 5月26日        | 三枚のお札           | 辻真先   | 渡辺はじめ |
| 35 | 6月2日         | おいてけ堀           | 雪室俊一 | 鳥居伸之   |
| 36 | 6月9日         | 古家のむる           | 雪室俊一 | 岡田宇啓   |
| 37 | 6月16日        | 猫と狩人             | 城山昇   | 村山徹     |
| 38 | 6月23日        | 大工と鬼六           | 辻真先   | 鳥居伸之   |
| 39 | 6月30日        | おりゅう柳           | 雪室俊一 | 渡辺はじめ |
| 40 | 7月7日         | 天人女房             | 雪室俊一 | 村山徹     |
| 41 | 7月14日        | ねずみのお経         | 雪室俊一 | 岡田宇啓   |
| 42 | 7月21日        | 風の神と子どもたち   | 城山昇   | 高垣幸蔵   |
| 43 | 7月28日        | はなたれ小僧さま     | 雪室俊一 | 岡田宇啓   |
| 44 | 8月4日         | くらげ骨なし         | 雪室俊一 | 村山徹     |
| 45 | 8月11日        | 猫と一文銭           | 辻真先   | 高垣幸蔵   |
| 46 | 8月18日        | ぼたもち蛙           | 城山昇   | 鳥居伸之   |
| 47 | 8月25日        | オオカミの眉毛       | 雪室俊一 | 高垣幸蔵   |
| 48 | 9月1日         | にせ本尊             | 雪室俊一 | 高垣幸蔵   |
| 49 | 9月8日         | そこつ六兵衛         | 城山昇   | 鳥居伸之   |
| 50 | 9月15日        | うり姫とあまのじゃく | 雪室俊一 | 村山徹     |
| 51 | 9月22日        | 山父のさとり         | 雪室俊一 | 村山徹     |
| 52 | 9月29日        | さよならオンブー     | 雪室俊一 | 岡田宇啓   |

### 放送局
- よみうりテレビ（制作局） ：土曜 19:00 - 19:30
- 札幌テレビ：土曜 19:00 - 19:30[3]
- 青森放送：土曜 19:00 - 19:30 [4]
- テレビ岩手：土曜 19:00 - 19:30[5]
- 宮城テレビ：土曜 19:00 - 19:30[5]
- 秋田放送：土曜 19:00 - 19:30 [4]
- 山形放送：土曜 19:00 - 19:30[5]
- 福島中央テレビ：土曜 19:00 - 19:30 [5]
- 日本テレビ：土曜 19:00 - 19:30
- 山梨放送：土曜 19:00 - 19:30[6]
- 新潟放送 (TBS系列)：土曜 17:30 - 18:00[7]
- 信越放送 (TBS系列)：土曜 18:00 - 18:30[8]
- 静岡放送 (TBS系列)：月曜 17:30 - 18:00[9]
- 北日本放送：土曜 19:00 - 19:30[10]
- 北陸放送 (TBS系列)：土曜 18:00 - 18:30[11]
- 福井放送：土曜 18:00 - 18:30[10]
- 名古屋テレビ→中京テレビ：土曜 19:00 - 19:30
- 日本海テレビ：土曜 19:00 - 19:30[12]
- 山陽放送[注釈 4]（TBS系列）：月曜 - 金曜 16:30 - 17:00、本放送終了後、1975年3月頃に放送[13]。
- 広島テレビ：土曜 19:00 - 19:30[14]
- 山口放送：土曜 19:00 - 19:30[15]
- 四国放送：土曜 19:00 - 19:30[16]
- 西日本放送：土曜 19:00-19:30[14]
- 南海放送：土曜 19:00 - 19:30[17]
- 高知放送：土曜 19:00 - 19:30[17]
- 福岡放送：土曜 19:00 - 19:30[15]
- 熊本放送（TBS系列）：木曜 18:00 - 18:30[18]
- 大分放送（TBS系列）：土曜 18:00 - 18:30[15]
- 宮崎放送（TBS系列）：土曜 18:00 - 18:30[19]
- 南日本放送（TBS系列）：土曜 18:00 - 18:30[19]
- 琉球放送（TBS系列）：火曜 18:00 - 18:30[20]

### ビデオソフト化
- 1984年に東映ビデオから発売された、歴代エイケン作品を1話ずつ収録したVHS『エイケンTVアニメグラフィティ2』に第8話が収録されている。
- 1990年代にパワースポーツ企画販売からVHS全3巻が発売された。第1巻には第4話・第18話を、第2巻には第16話・第24話を、第3巻には第8話・第19話を収録。
- 1990年代に鈴与商事株式会社からVHS全5巻が発売された（販売元：株式会社ラジオステーション）。第1話 - 第10話を収録。
- 2000年代初頭に株式会社ニューシネマジャパンから「アニメの王国」ブランドのDVD全2巻が発売された。第1巻には第4話・第18話を、第2巻には第16話・第24話を収録。
- 東映ビデオ『TVヒーロー主題歌全集 エイケン編』（ビデオソフト）と『エイケンTVアニメ主題歌大全集』（ビデオソフト、LD、DVD）には、それぞれ3バージョンあるOP・EDのうち、第3バージョンのみ収録されている。